# Colegiul Național „Ștefan cel Mare” din Suceava
Colegiul Național „Ștefan cel Mare” este cea mai veche instituție de învățământ liceal din municipiul Suceava. Liceul a fost înființat în anul 1860 ca urmare a eforturilor și solicitărilor românilor bucovineni de a avea școli în limba română. Inițial a funcționat într-o clădire din apropierea Bisericii Sfântul Dumitru. În 1895 liceul a fost mutat în locația în care funcționează și în prezent, adică în clădirea cu arhitectură în stil baroc, situată pe strada Vasile Alecsandri nr. 3, în centrul orașului.
Clădirea a fost inclusă, sub denumirea de Liceul „Ștefan cel Mare”, pe Lista monumentelor istorice din județul Suceava din anul 2015, având codul de clasificare  SV-II-m-B-05450.

## Istoric
La data de 4 septembrie 1860, ca urmare a eforturilor și solicitărilor românilor bucovineni de a avea școli în limba română, se inaugurează la Suceava, prin Ordinul nr. 14805 al Ministerului Învățământului din Austria, Gimnaziul Superior Greco-Oriental (Griechisch-orthodox Obergymnasium), precursorul Colegiului Național „Ștefan cel Mare” de astăzi. Inițial, instituția de învățământ este găzduită de actuala clădire a Colegiului de Artă „Ciprian Porumbescu”, construită în 1859 și situată pe strada Curtea Domnească, în imediata vecinătate a Bisericii Sfântul Dumitru.

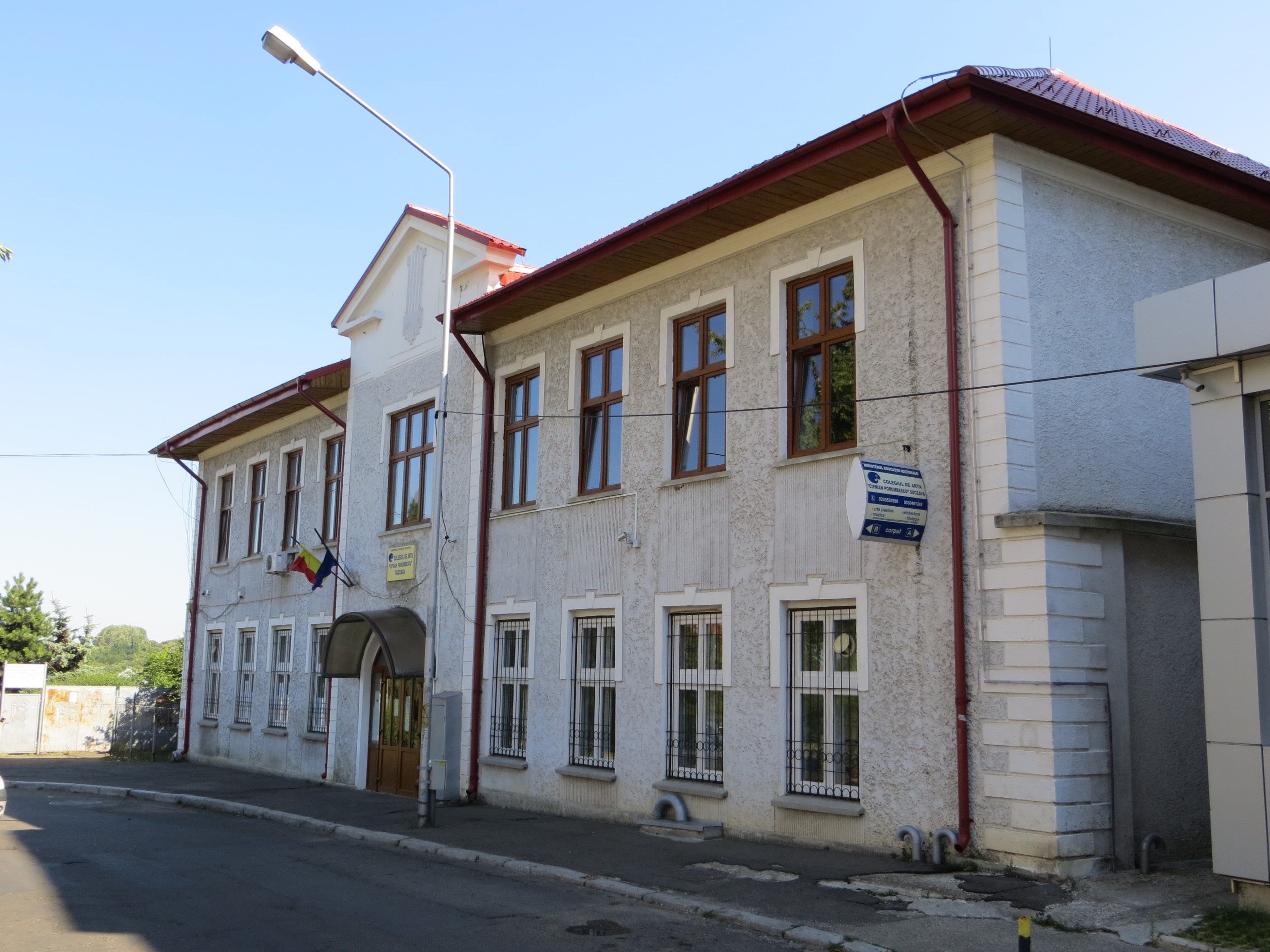
Corpul A al actualului Colegiu de Artă „Ciprian Porumbescu” a găzduit cursurile Gimnaziului Superior din Suceava în perioada 1860–1895

Pentru început, limba de predare a cursurilor este germana, aceasta fiind impusă de către guvernul austriac. Primul director este profesorul dr. Iosef Marek, transferat de la liceul din Brno (Brünn), iar primii profesori sunt dr. Blasius Knauer din Stiria și Iosef Rohrmoser din Salzburg pentru predarea limbilor latină și germană, a istoriei, geografiei, istoriei naturale și matematicii, în vreme ce profesor de religie și limba română este preotul Constantin Morariu Andrievici. După cum se va constata mai târziu, promisiunea făcută de Viena, prin hotărârea care decreta ca procesul instructiv din școli să se desfășoare în limbile popoarelor în care funcționau, nu a fost onorată decât pe alocuri și cu o considerabilă lentoare. Românii bucovineni au început să protesteze, iar în 1876 organizează un memoriu prin care solicită oficial ca limba română să fie folosită ca instrument de comunicare în ceea ce privește totalitatea obiectelor de învățământ din programa gimnaziului sucevean.
Începând cu anul școlar 1881–1882, ia ființă prima clasă cu predare integrală în limba română. În anii care s-au succedat, numărul claselor cu predare în limba română a crescut simțitor. Tot acum, apare primul manual de matematică realizat de Samuil Isopescu, profesor al gimnaziului, urmând ca un an mai târziu să iasă la lumină și primul manual de geografie, conceput de asemenea de către acesta. În 1883, la gimnaziul sucevean vine ca profesor Simion Florea Marian, iar un an mai târziu, la conducerea școlii este numit primul director român în persoana lui Ștefan Dracinski, absolvent al Universității din Viena. Anul 1885 aduce cu sine editarea primului manual de limba română – Cetirea – de profesorul Ștefan Ștefureac. În același an, pe 27 decembrie, gimnaziul sucevean îl are ca oaspete pe Mihai Eminescu.
În 1894 cifra de școlarizare trece de 600 de elevi, dintre care aproape jumătate sunt români. Odată cu creșterea numărului elevilor, spațiul în care funcționează școala se dovedește a fi insuficient, nesatisfăcând necesitățile desfășurării normale a procesului de învățământ. În urma numeroaselor cereri ale direcțiunii liceului, se hotărăște începerea construcției unui nou local pentru gimnaziu. În noiembrie 1895, în timpul mandatului directorului Ștefan von Repta (profesor de germană și latină), este inaugurată noua clădire a școlii, situată lângă Biserica armenească Sfânta Cruce.

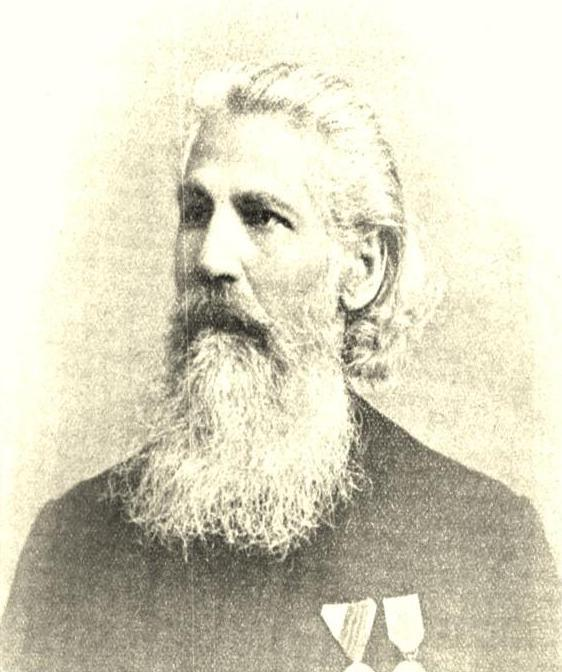
Simion Florea Marian

În anul 1900, Gimnaziul din Suceava inaugurează grădina botanică a școlii, pe locul actualului Parc Simion Florea Marian. În 1904 vine ca profesor al gimnaziului viitorul ministru Ion Nistor. La 1 noiembrie 1906, este dat în funcțiune internatul de băieți, într-o clădire din apropiere, donată încă din 1893 de preotul Vasile Cocârlă către Societatea „Școala Română” din Suceava în vederea înființării unui internat în care să se adăpostească școlarii români de religie ortodoxă din Bucovina. Clădirea și-a păstrat rolul de internat timp de 70 de ani, iar începând din 1994 găzduiește Casa Corpului Didactic „George Tofan”. În 1910 este numit ca director al gimnaziului Constantin Procopovici, iar în anul următor apare primul anuar editat complet în limba română. Începând cu 1912, în consiliul profesoral intră marele filolog și publicist George Voevidca.
La data de 2 ianuarie 1919, instituția de învățământ își schimbă denumirea în Liceul „Ștefan cel Mare”. De la înființare și până la 1918, în perioada în care Suceava se afla sub stăpânire austro-ungară, școala s-a impus prin rolul deosebit pe care l-a jucat în menținerea și dezvoltarea în rândul elevilor și al populației românești a cultului pentru limba și istoria națională.

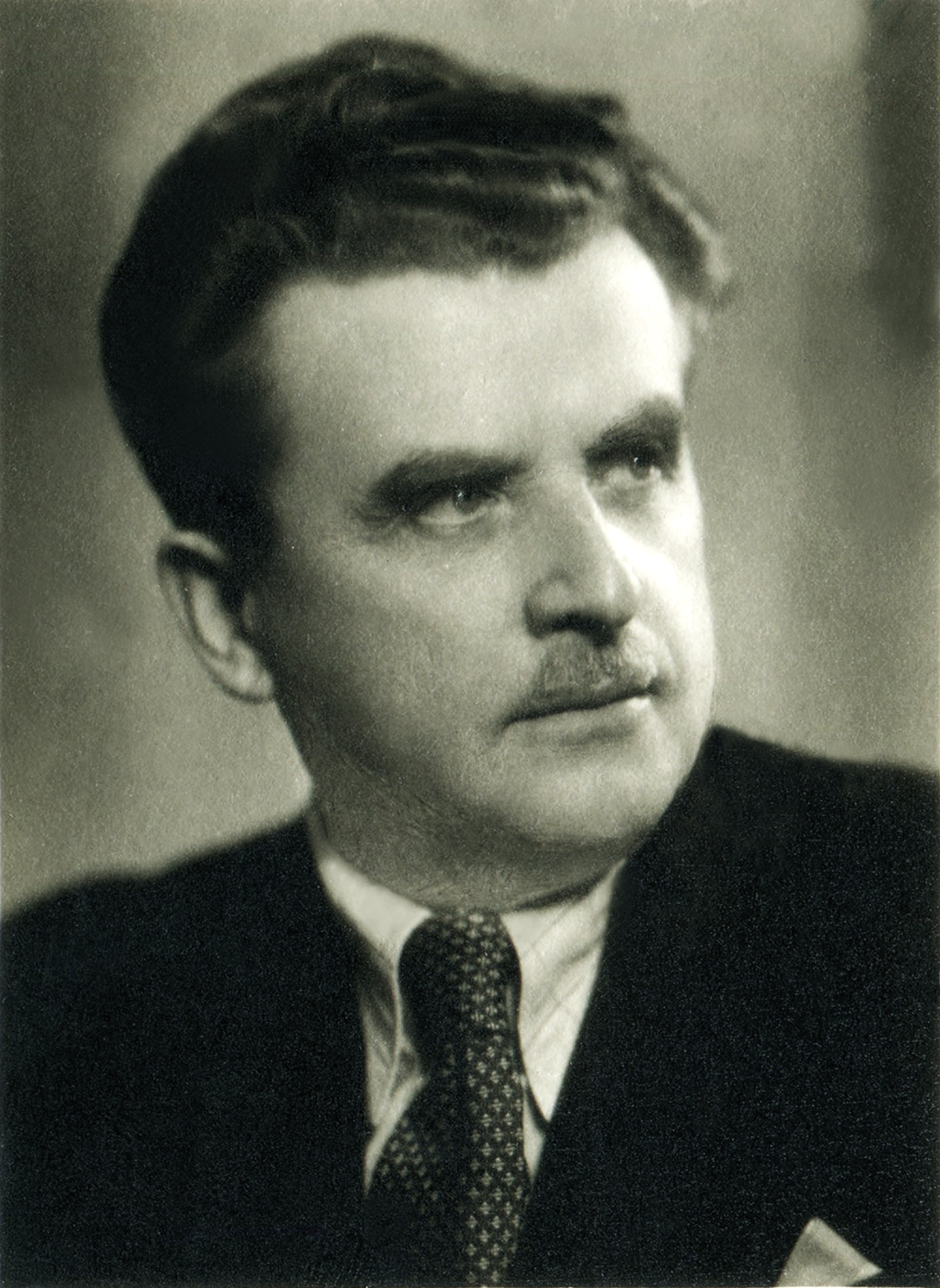
Teodor Bălan

În perioada dintre cele două războaie mondiale liceul funcționează, de data aceasta, sub noua stăpânire românească. Mulți dintre elevii Liceului „Ștefan cel Mare” au devenit ulterior profesori, fie în această instituție, fie în alte centre de învățământ. O parte dintre ei s-au remarcat, totodată, ca animatori ai vieții cultural-artistice din comunitatea suceveană. Vasile Bumbac va conduce vreme de două decenii destinele școlii care, începând din 1922, devine cu predare exclusiv în limba română. La 12 decembrie 1923 se deschide Biblioteca Centrală a Sucevei (astăzi Biblioteca Bucovinei „I.G. Sbiera”), noua instituție gravitând practic în jurul Liceului „Ștefan cel Mare” și răspunzând la nevoile elevilor.
Anul 1935 reprezintă un moment de sărbătoare, liceul aniversând 75 de ani de ființare. La manifestații participă regele Carol al II-lea, Mihai Mare Voievod de Alba-Iulia, prim-ministrul Gheorghe Tătărescu și oficialități ale Guvernului de la București. În același an apare prima monografie a instituției, Din istoricul Liceului „Ștefan cel Mare” din Suceava, scrisă de profesorul dr. Eusebie Popovici. Odată cu începerea celui de Al Doilea Război Mondial, clădirea liceului devine centrul comandamentului militar german, activitatea didactică fiind profund îngreunată, iar în 1944 clădirea este transformată în spital de campanie sovietic.
După Al Doilea Război Mondial, instituția își continuă activitatea, în general, cu aceiași profesori din perioada interbelică. Liceul „Ștefan cel Mare” își păstrează caracteristicile învățământului teoretic, iar valorile promovate în această adevărată alma mater constituie inclusiv forme de rezistență la ideologizarea comunistă.
Calitatea procesului de învățământ a instituției este dovedită atât de rezultatele examenelor de bacalaureat și de admitere în învățământul superior (cuprinse în procente medii între 80–100% pentru fiecare promoție), dar și de rezultatele obținute de elevi la olimpiadele școlare, la nivel național și internațional. Elevii liceului au obținut, în perioada 1972–2007, un număr de 20 medalii la olimpiadele internaționale de fizică, matematică, informatică, chimie și biologie.

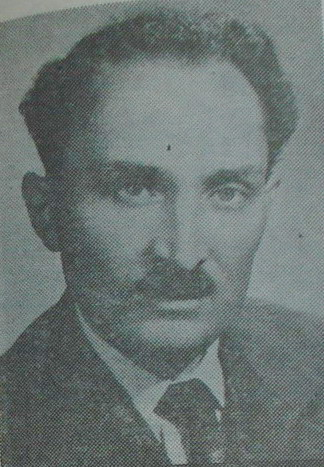
Cristofor Simionescu

De pe băncile acestui liceu, de-a lungul timpului, s-au ridicat personalități de marcă ale culturii românești, precum folcloristul Simion Florea Marian, compozitorul Ciprian Porumbescu, criticul literar Dimitrie Păcurariu, scriitorul Mircea Radu Iacoban, academicianul Cristofor I. Simionescu, profesorul doctor docent Nicanor Mînecan, scriitorul și profesorul Norman Manea (propus în 2014 la premiul Nobel pentru literatură) și mulți alții. Un număr ridicat de absolvenți ai liceului au devenit cadre didactice universitare și oameni de știință, cu activitate în țară și în străinătate. Între profesorii care au activat la Liceul „Ștefan cel Mare” se numără: Samuil Isopescu, Vasile Bumbac, Dimitrie Isopescu, Animpodist Dașchevici, Ștefan Dracinski, Ștefan Ștefureac, Gherasim Buliga, Teodor Bălan, Victor Morariu, Ștefan von Repta, Simion Florea Marian, Dimitrie Loghin, Eusebie Popovici, Ion Cârdei, Ioan Ștefănescu, Ilarion Bereznițchi, Ilie Dan, Ion Nimițan, Nicolae Lungu etc. Despre acest adevărat focar de cultură și învățătură din partea de nord a țării, Mihai Eminescu spunea: „Personalul didactic din Suceava este foarte bun, căci toți profesorii sunt ieșiți de la Facultatea de Litere și Științe din Viena și sunt români. Liceul din Suceava ar fi menit să devină foarte bun, dacă nu cel mai bun, institut secundar românesc.”
Începând cu anul 1999, prin Ordinul Ministerului Educației Naționale, liceului, ca o recunoaștere a performanțelor instituționale, i se atribuie titlul de Colegiul Național „Ștefan cel Mare” Suceava.
În 2010, pentru a marca cei 150 de ani de învățământ, profesorii împreună cu elevii pregătesc încă de la începutul anului un program aniversar care se desfășoară pe parcursul unei săptămâni (11–16 octombrie) dedicată acestui eveniment aniversar. Oficialități, invitați din diasporă, absolvenți, părinți și elevi participă la manifestări precum concursuri IT, competiții sportive, expoziții de carte, pictură și fotografie, sesiuni de comunicare și un simpozion internațional. De asemenea, iau parte diferiți invitați din partea Casei Regale, a Președinției și a Guvernului.
În anul 2013, în instituție funcționează 26 de clase în care studiază 704 elevi de liceu, predau 66 de cadre didactice și lucrează 10 angajați ca personal didactic auxiliar și 13 persoane ce constituie compartimentul administrativ.

## Clădirea liceului

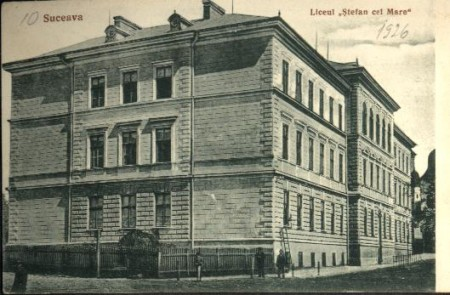
Clădirea liceului în anul 1926

Clădirea care găzduiește Colegiul Național „Ștefan cel Mare” a fost construită în perioada 1893–1895 pe un teren cu suprafața de 3.588 de metri pătrați din centrul orașului Suceava, unde înainte se găsea piața de lemne. Construcția, realizată în stil baroc, a fost inaugurată la data de 19 noiembrie 1895, reprezentând al doilea cel mai vechi imobil din Suceava în care în momentul de față funcționează o unitate de învățământ (după corpul A al Colegiului de Artă „Ciprian Porumbescu”). Edificiul se impune în peisajul zonei prin soliditate, având două etaje, cu frontonul spre actuala stradă Vasile Alecsandri. În prezent, în imediata vecinătate a clădirii monument istoric a liceului se află Biserica Sfântul Nicolae, Biserica Sfânta Cruce și Teatrul Municipal „Matei Vișniec” (unde funcționează în paralel și Cinematograful „Modern”).
Prin darea în exploatare, la începutul secolului al XX-lea, a liniei ferate Ițcani–Suceava, trasată chiar prin fața liceului, localul a avut mult de suferit din cauza vibrațiilor produse de trecerea garniturilor de tren. Ca urmare, în anul 1906 o comisie tehnică verifică crăpăturile apărute la ziduri și dispune consolidarea edificiului. După Primul Război Mondial, din cauza distrugerilor suferite în timpul luptelor, linia Ițcani–Suceava este dezafectată.

Bustul domnitorului Ștefan cel Mare, amplasat în holul de intrare. La 2 iulie 2004, pe postamentul din fața bustului a fost montată o placă memorială.

Clădirea masivă a Liceului „Ștefan cel Mare” se impune prin sobrietate, echilibru și simplitate. Ea prezintă pe mijlocul laturii stradale o intrare boltită, care se continuă la etaj cu ferestre înalte boltite, mărginite de pilaștri ce dau o notă pronunțată de verticalitate. Edificiul are ca elemente de decorație exterioară paramente de bosaje de tip rustic ce înconjoară ancadramentele ferestrelor de la parter și colțurile clădirii. Două brâie de piatră, ce înconjoară clădirea, delimitează parterul și cele două etaje.
În interior, în dreptul intrării principale există un hol larg ce se deschide către o scară monumentală prin care se realizează accesul către etajele superioare. De asemenea, două scări laterale conduc de la parter la etajele superioare. Trei coridoare largi în care se deschid sălile de clasă, laboratoarele, cancelariile profesorilor și diferite cabinete străbat clădirea atât la parter, cât și la etaje.
Extinderile executate în anii 1960–1970, soldate cu construirea unor aripi laterale, au determinat ca în prezent edificiul să aibă forma literei „U”. Clădirea a beneficiat de-a lungul timpului de mai multe lucrări de restaurare și de finisare a interioarelor, precum și, mai ales, a fațadelor, lucrate în praf de piatră și mozaic. Cea mai recentă reabilitare a avut loc în 2000, fiind efectuată din fonduri PHARE în valoare totală de 10 miliarde de lei vechi.

## Monumente
În interior, în holul din dreptul intrării principale, se află bustul lui Ștefan cel Mare (1457–1504), dezvelit la data de 3 octombrie 1937. Monumentul a fost realizat de sculptorul Gheorghe Bilan, cel care a realizat și bustul lui Simion Florea Marian, amplasat în parcul din fața casei memoriale. Bustul din holul Colegiului „Ștefan cel Mare” este realizat din bronz și are o înălțime de 0,77 metri. Se află pe un soclu din piatră, de culoare albă, cu înălțimea de 1,58 metri. În soclu este încastrată o placă, tot de culoare albă, cu următoarea inscripție: 
„Foștii elevi ai Liceului «Ștefan cel Mare» din vechea Cetate de scaun a Moldovei hărăzesc Școalei ce le-a dat lumină drept veșnic semn de recunoștință acest chip al nemuritorului ei Patron în amintirea serbării de 75 de ani dela întemeiere 12 Oct. 1935.
Sculptor Gh. Bilan”
Pe postamentul în plan înclinat din fața soclului, în data de 2 iulie 2004, a fost montată o placă memorială pentru a marca 500 de ani de la trecerea în neființă a lui Ștefan cel Mare. Placa conține următorul text: „In Memoriam Domnului Ștefan cel Mare și Sfânt – 2 iulie 2004”. La aceeași dată, în Suceava au fost montate alte două plăci memoriale: una pe clădirea Muzeului Bucovinei, alta pe un zid al Cetății de Scaun.

## Imagini

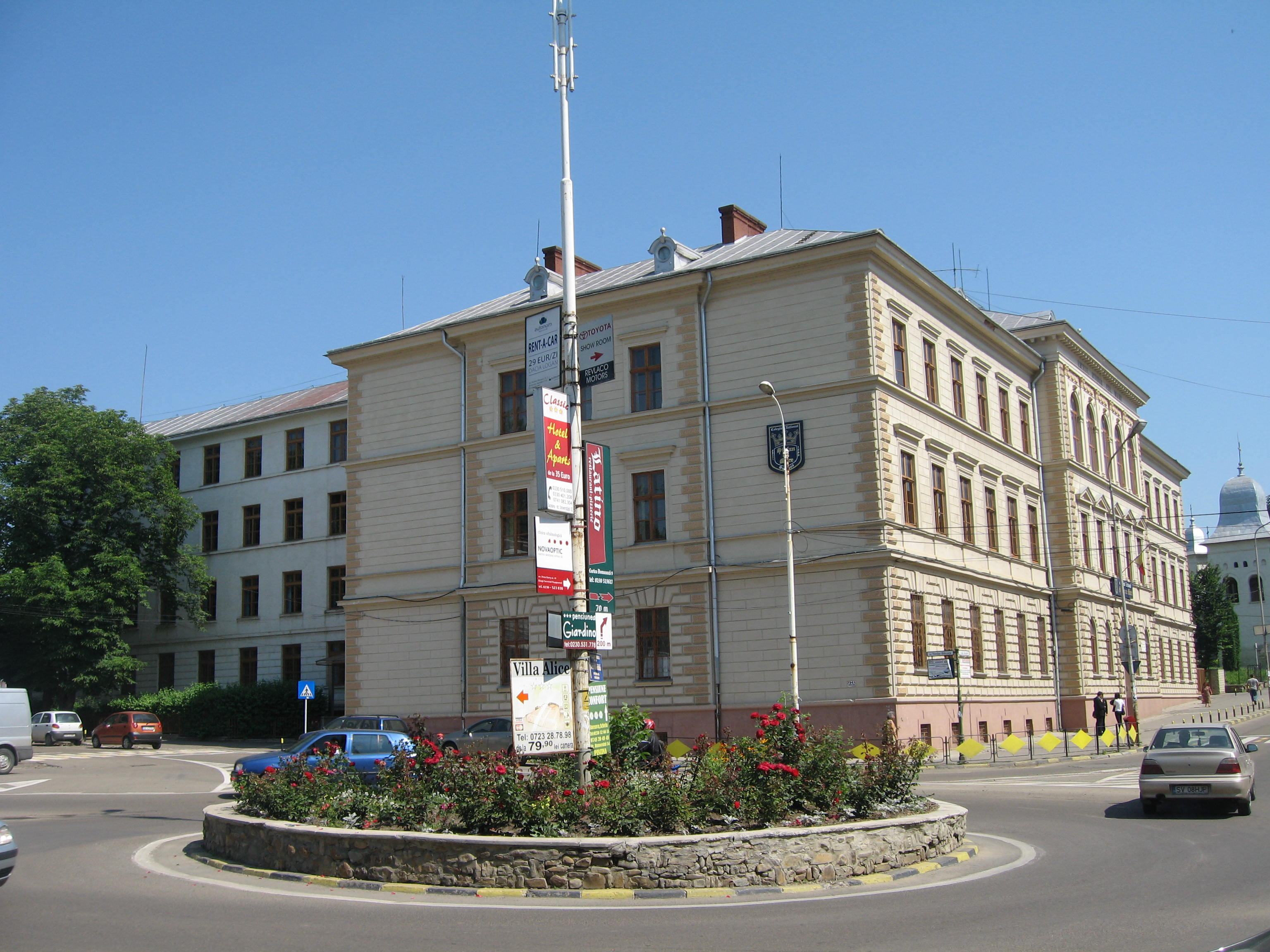
Colegiul Național „Ștefan cel Mare” din Suceava
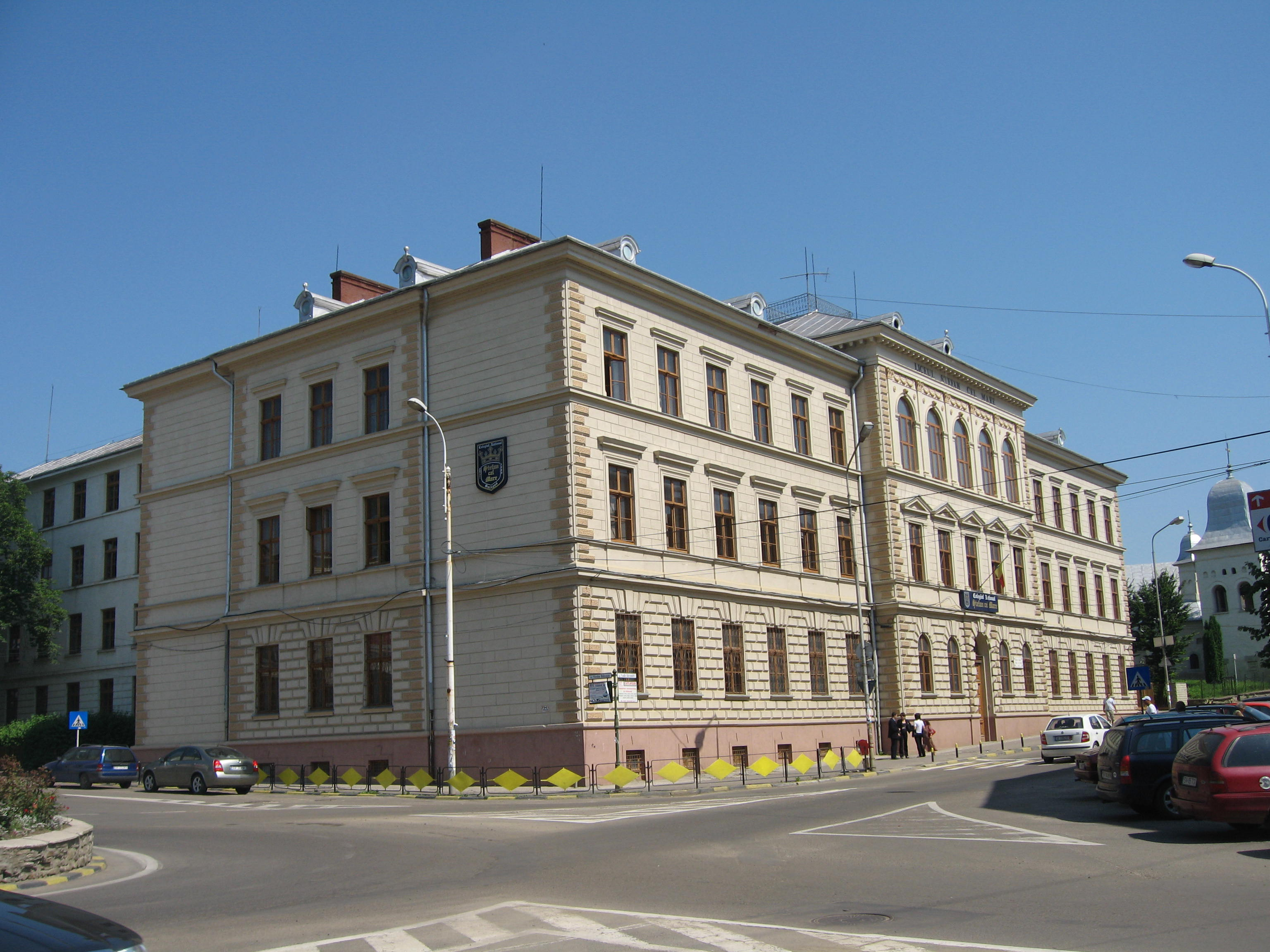
Colegiul Național „Ștefan cel Mare” din Suceava
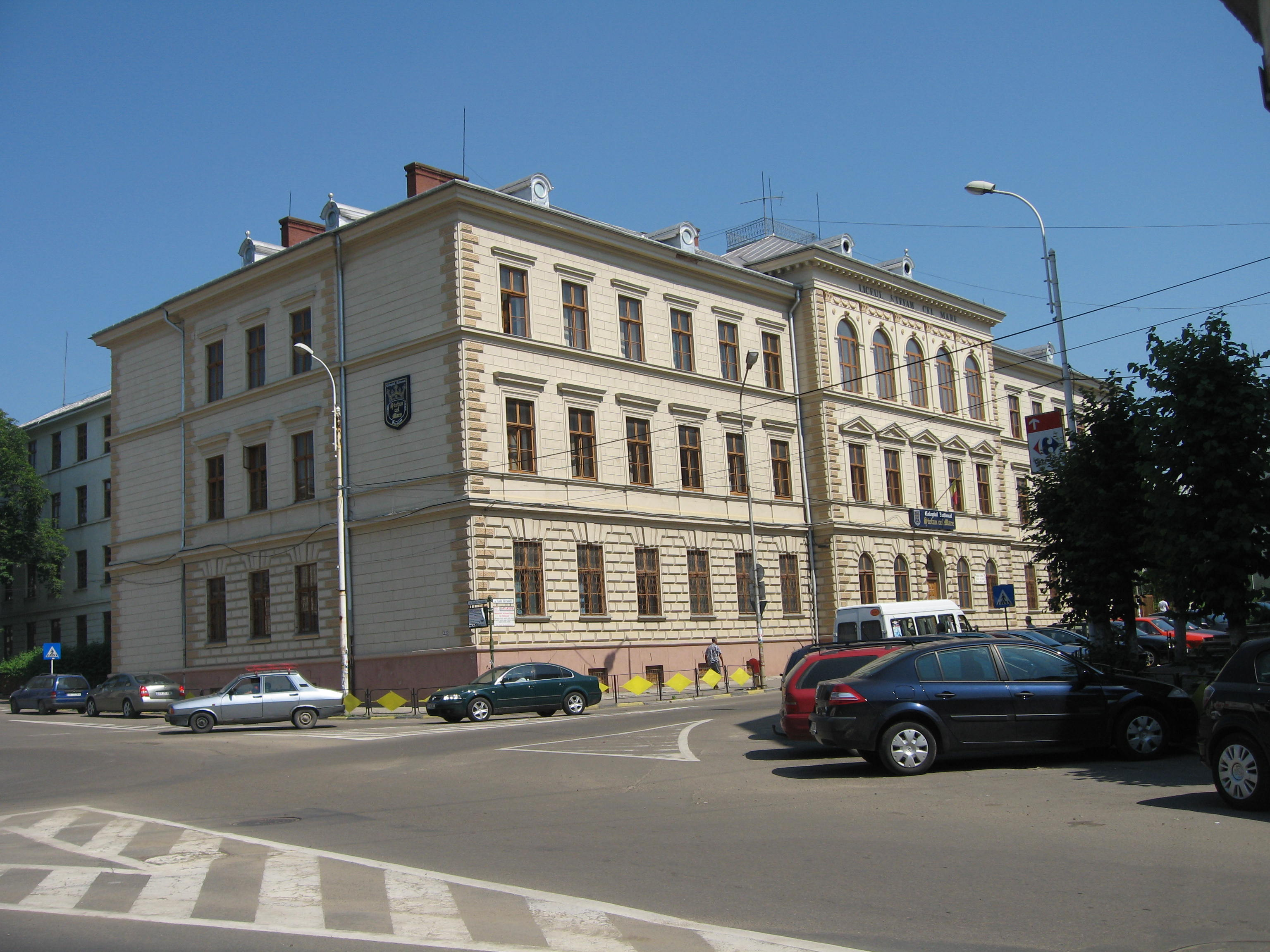
Colegiul Național „Ștefan cel Mare” din Suceava
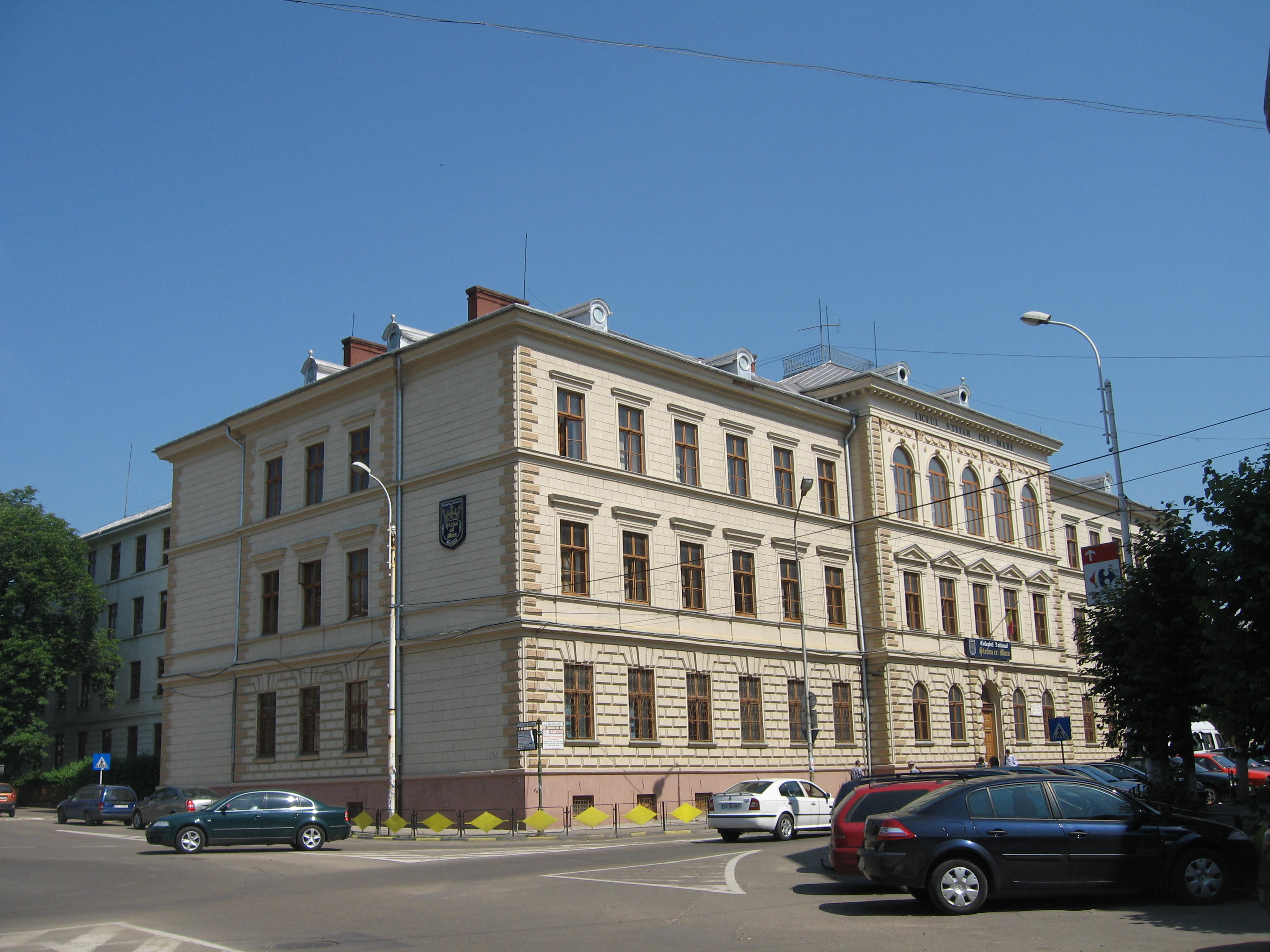
Colegiul Național „Ștefan cel Mare” din Suceava
Bustul lui Ștefan cel Mare, amplasat în holul de intrare
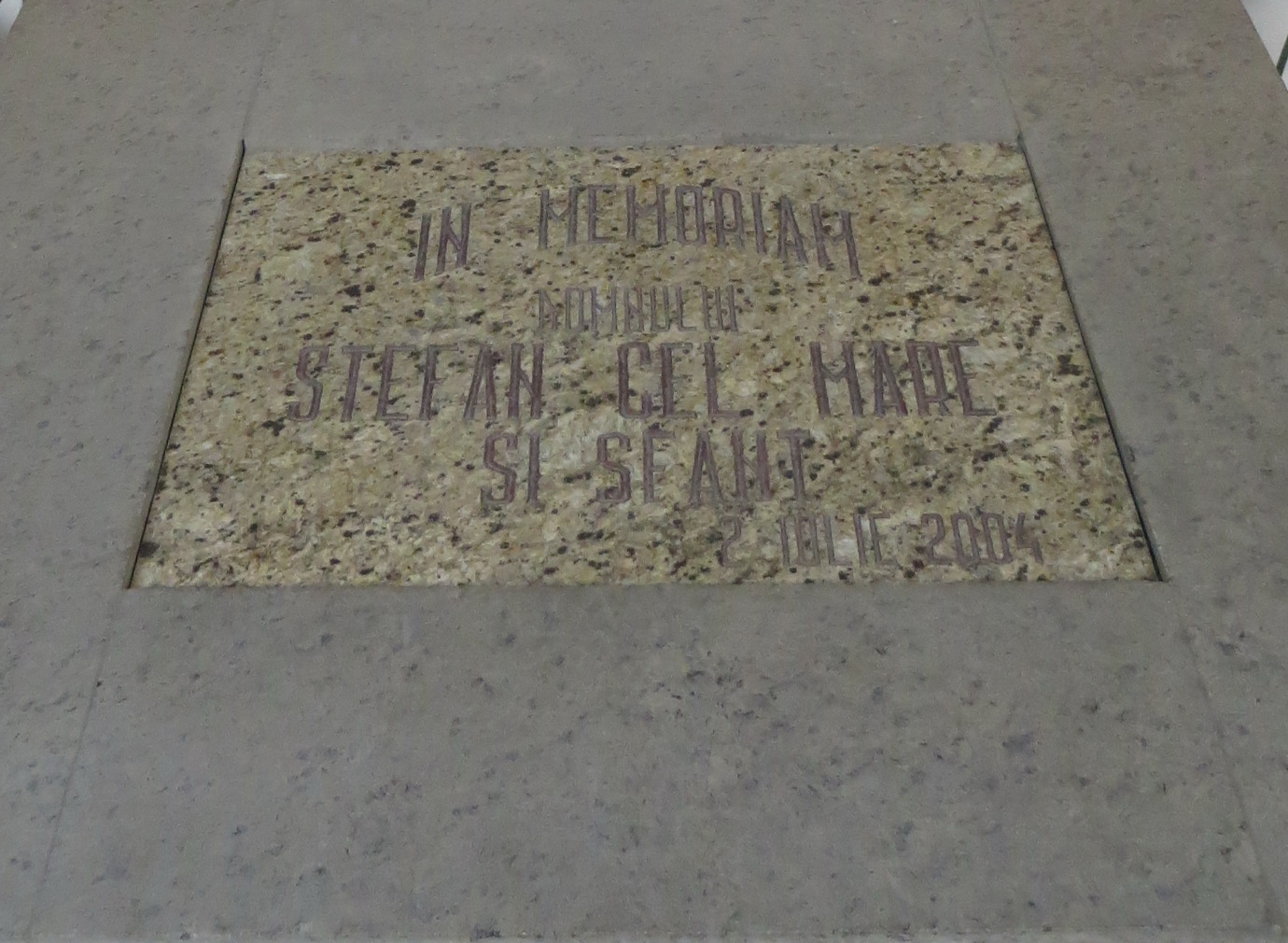
Placă de comemorare a 500 de ani de la moartea lui Ștefan cel Mare, amplasată în holul de intrare
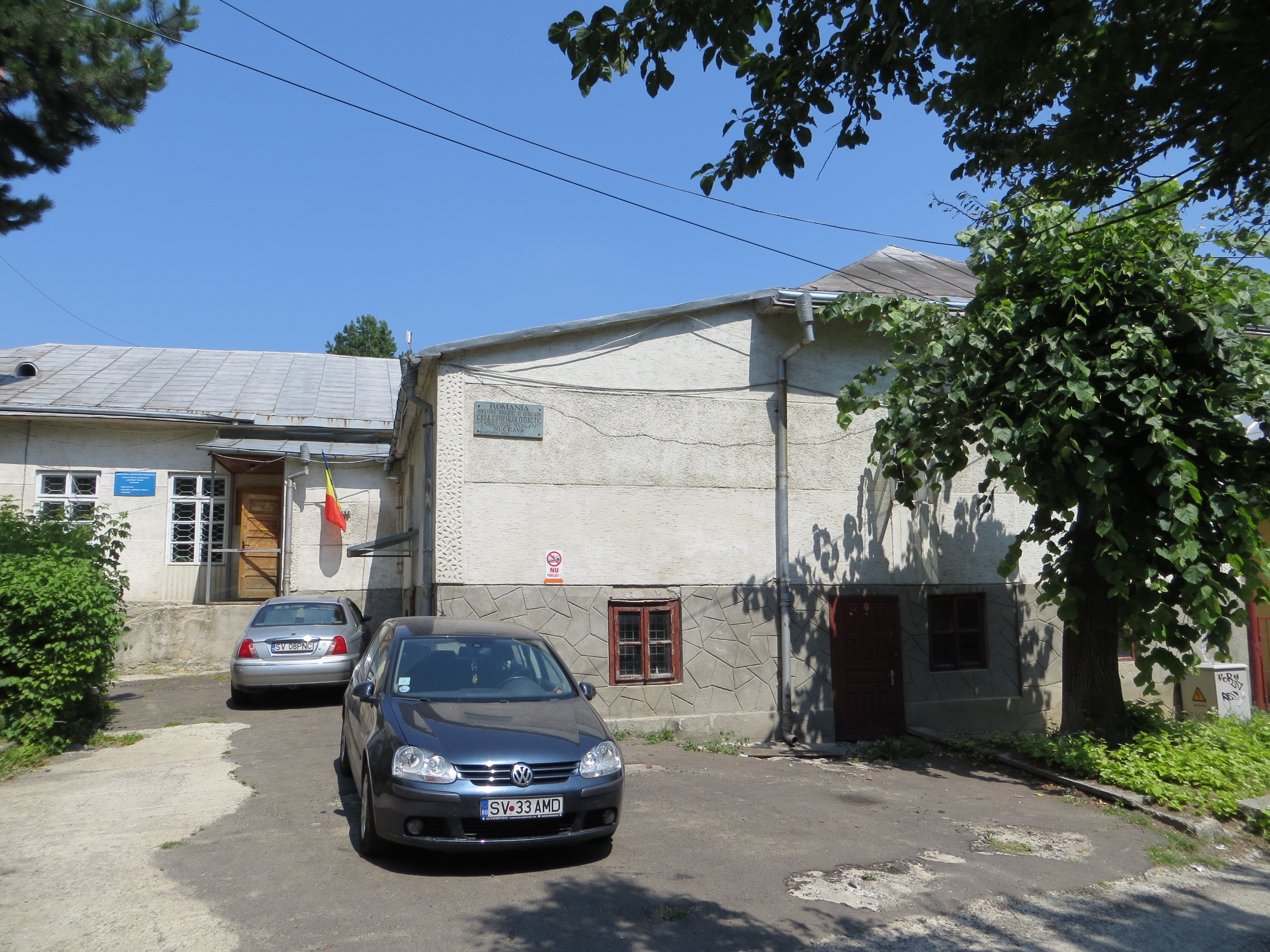
Clădirea fostului internat de băieți, astăzi Casa Corpului Didactic „George Tofan”
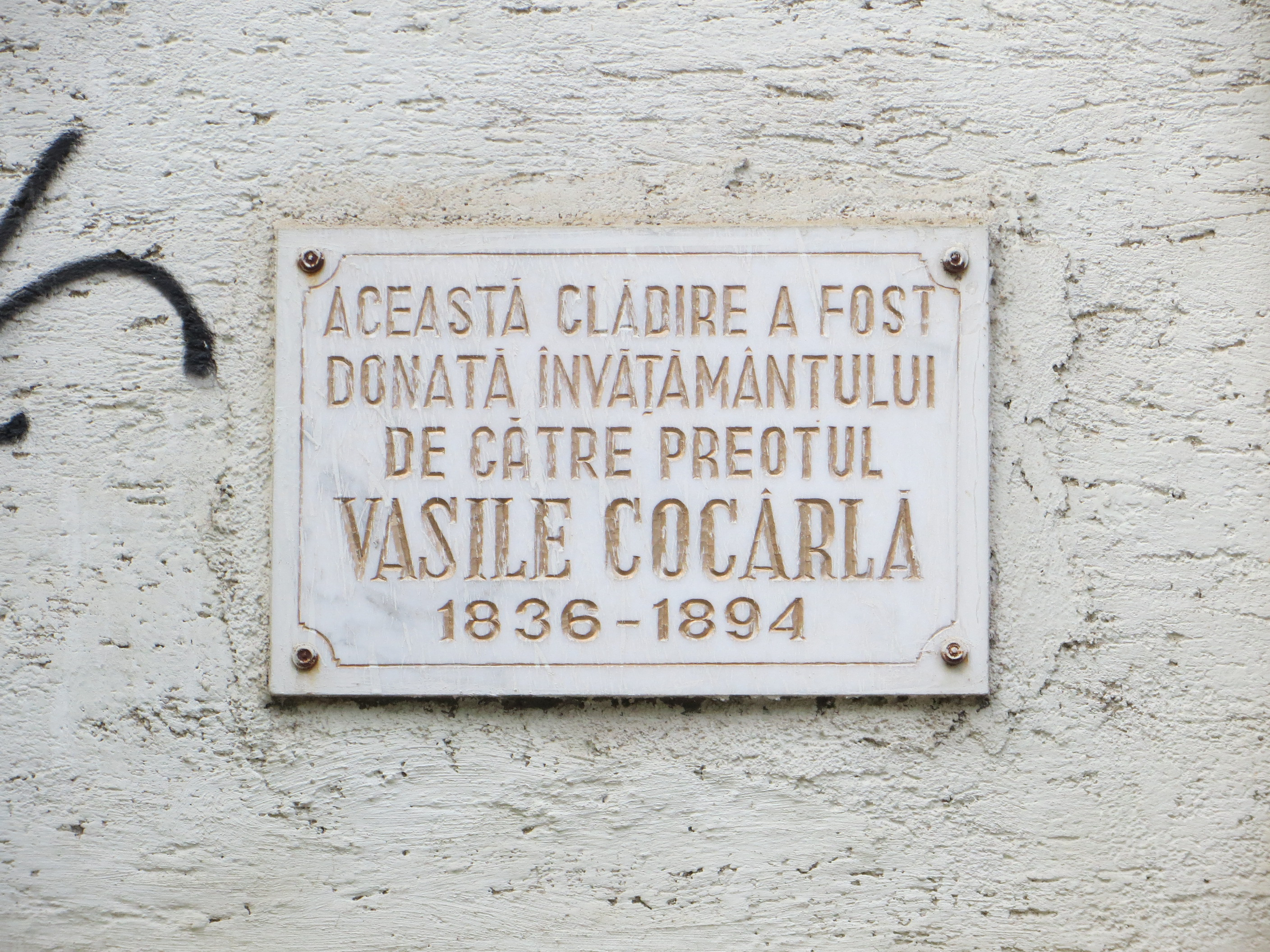
Placă în memoria lui Vasile Cocârlă, amplasată pe clădirea fostului internat